# Melodi Grand Prix Nordic
O Melodi Grand Prix Nordic é um concurso de canto para crianças com idade entre os 8 e 15 anos nos países nórdicos, com um formato semelhante ao Festival Eurovisão da Canção Júnior com a participação da Suécia, Dinamarca, Noruega e Finlândia.

## Formato
Em 2002 e 2006 participaram a Noruega, a Suécia e a Dinamarca, com três músicas de cada país. Em 2002, o sistema de pontos foi a de que cada país foi de 2, 4, 6, 8, 10 e 12 pontos para as músicas dos outros. Em 2006, os pontos foram distribuídos proporcionalmente e os participantes com mais pontos foram a uma superfinal.
Em 2007, com a estréia da Finlândia, cada país enviou duas canções no sistema mesmo ponto em 2006.

## História
O primeiro Melodi Grand Prix Nordic foi realizada em Copenhaga, na Dinamarca, em 2002 a vitória, o dinamarquês.
Em 2003, os países nórdicos começaram a participar no Festival Eurovisão da Canção Júnior.
Em 2006 a Noruega ea Dinamarca retirou da Eurovisão da Canção júnior para re-organizar este festival. O festival foi realizado em 2006 em Estocolmo, Suécia, com uma segunda vitória dinamarquesa.

## Edições
| Ano  | Sede       | Edição          | Vencedor  | Artista(s)      | Língua      | Canção          |
| ---- | ---------- | --------------- | --------- | --------------- | ----------- | --------------- |
| 2002 | Copenhague | MGP Nordic 2002 | Dinamarca | Razz            | Dinamarquês | Kickflipper     |
| 2006 | Estocolmo  | MGP Nordic 2006 | Dinamarca | SEB             | Dinamarquês | Tro på os to    |
| 2007 | Oslo       | MGP Nordic 2007 | Noruega   | Celine Helgemo  | Norueguês   | Bæstevænna      |
| 2008 | Århus      | MGP Nordic 2008 | Noruega   | The BlackSheeps | Norueguês   | Oro jaska beana |
| 2009 | Estocolmo  | MGP Nordic 2009 | Suécia    | Ulrik Munther   | Sueco       | En vanlig dag   |